# Self-Explanatory
Self-Explanatory — drugi niezależny album amerykańskiego rapera Yo Gottiego, którego premiera odbyła się 22 maja 2001 roku.

## Lista utworów
1. "Intro" — 0:33
2. "Go Gotti Go" (featuring Playa Fly) — 2:57
3. "Slash" (featuring Block Burnaz) — 5:15
4. "Young Nigga Thuggin'" — 4:00
5. "Wanna Play" — 5:00
6. "Move" — 5:31
7. "Life Is a Thug" — 3:01
8. "Fuck Your Bitch (Remix)" — 4:01
9. "Toss That Bitch" (featuring Bossy Lady) — 4:22
10. "Street Talk" (Skit) — 2:03
11. "Gotti This, Gotti That" (featuring T-Stit) — 2:54
12. "So What U Workin' Out" — 4:47
13. "One Day U Comin' Home" — 4:51
14. "World War III" — 4:24
15. "Broke & Disgusted" — 6:03
16. "Hard to Believe" (featuring D'Nero & Ms. V-Dawg) — 3:58
17. "Can't Stop Me Now" — 3:36
18. "Sweet Mama" — 5:36